# Leo Petritsch
Leo Petritsch (Trieste, 1876 – Thörl, 7 maggio 1905) è stato un alpinista, speleologo ed economista austriaco, fu uno dei più dotati giovani alpinisti austriaci della sua epoca per tecnica, quando la sua attività sportiva fu interrotta da un incidente mortale durante la scalata della parete del monte Fölzstein nella regione dell'Hochschwab in Stiria.

## Biografia
Nato a Trieste nel 1878 studiò nelle scuole medie superiori di lingua tedesca e si laureò presso l'università di Vienna in giurisprudenza diventando professore associato di economia. Giovane appassionato di speleologia, il 2 dicembre 1893, assieme al fratello minore Ernst Felix e ai fratelli Johan Andreas e Anton Perko fondò il gruppo "Hades Verein", dedito all’esplorazione delle grotte del Carso triestino. Curò, assieme a J. A. Perko, la redazione del giornaletto ettografato “Hades. Mittheilungen aus dem Karst”, fu portavoce del Gruppo del quale nel biennio 1893-1894 furono pubblicati dieci numeri. Il Club esplorava principalmente cavità verticali che richiedevano una certa competenza tecnica e apposite attrezzature; ricordiamo tra le grotte esplorate, la Foiba Monte Spaccato e la Grotta Gigante e quelle scoperte: la Tartarus Schlund,  l'Herkulesgrotte, Persefone, Pluton grotte. Il gruppo Hades rimane attivo sino al 1894, anno in cui viene sciolto dall’autorità in quanto non in regola con la normativa in tema di associazionismo, per cui i suoi soci confluirono così nel comitato Grotte del Cub Touristi Triestini (CTT).
La passione per l’alpinismo fu altrettanto precoce, condusse un'intensa attività alpinistica con l'associazione "Gilde der Grosse Kletterschue",  l'élite dell'alpinismo sportivo austriaco fondata da Victor Wolf von Glanvell, considerato uno dei grandi alpinisti austriaci della sua epoca per tecnica, numero e qualità delle vette scalate. Scalò tra l'altro con Hans Reinl e Karl Ludwig Domenigg il 21 settembre 1904 il Campanile di Val Montanaia con una variante nel tratto superiore.
Il 7 maggio 1905 Leo Petritsch, insieme ai suoi compagni di cordata Gottlieb Stopper e Victor Wolf von Glanvell, cadde mortalmente dalla parete sud-est del Fölzstein nella regione dell'Hochschwab (Stiria) travolto da una scarica di sassi. Così raccontarono i giornali dell'epoca: "Una grande valanga di macerie si è staccata, ha cambiato il percorso previsto e ha costretto il gruppo a tornare indietro. Tre alpinisti di Graz, prof. dott. Victor Wolf von Glanvell, dott. Leo Petritsch e Gottlieb Stopper non si sono scoraggiati e hanno continuato la loro salita. Per loro questo tour rappresentava la preparazione alla scalata del Monte Bianco già programmata, ma dopo che i tre alpinisti non hanno dato notizie dopo l'orario di arrampicata, i soccorritori sono stati allertati. In primo luogo, il corpo distrutto del 34enne canonista Gladvell è stato recuperato con grande difficoltà. I corpi gravemente malconci del 32enne atleta GAK e professore associato di economia Leo Petritsch e del funzionario statale Gottfried Stopper furono ritrovati solo il giorno successivo. Si ritiene che un'altra frana di massi abbia trascinato la cordata negli abissi. Una commissione giudiziaria è riuscita anche a ricostruire i dettagli dell'incidente della cordata. Questi dettagli raccapriccianti sono menzionati dettagliatamente nei resoconti dei giornali, ma non voglio descriverli qui".
Questa disgrazia suscitò un'attenzione e una simpatia insolita nel mondo dell'alpinismo dell'epoca, perché i tre era considerati alpinisti molto attenti. Il Club sportivo atletico di Graz,  di cui era membro titolare dal maggio 1904, scrisse per la prima volta un necrologio per un atleta attivo e sostenitore.  Il lunghissimo necrologio si concludeva con il seguente paragrafo: “ Il fatto che tu, Petritsch , nostro orgoglio e favorito, dovessi diventare una di queste vittime ci ha profondamente colpito. Non dimenticheremo mai la tua leale amicizia e ti ricorderemo sempre con onore e amore. Che la terra sia leggera!". La salma del dott. Leo Petritsch fu trasferita a Trieste e ivi sepolta.

## Opere
Leo Petritsch scrisse diversi libri nel suo campo della finanza, tra cui:
- La dottrina della traslazione delle tasse e La teoria della cosiddetta bilancia commerciale favorevole e sfavorevole.